# Temperatura ambiente
Temperatura ambiente coloquialmente, denota a faixa de temperatura do ar que a maioria das pessoas acha confortável em ambientes fechados enquanto se veste com roupas típicas. Essas temperaturas são confortáveis para as pessoas que usam roupas típicas de ambientes fechados. Mas as temperaturas confortáveis podem ser estendidas além dessa faixa, dependendo da umidade, circulação do ar e outros fatores.
Em certos campos, como ciência e engenharia, e dentro de um contexto particular, a temperatura ambiente pode significar diferentes intervalos acordados. Em contraste, a temperatura ambiente é a temperatura real, medida por um termômetro, do ar (ou outro meio e arredores) em qualquer lugar específico. A temperatura ambiente (por exemplo, uma sala não aquecida no inverno) pode ser muito diferente de uma temperatura ambiente ideal.
Alimentos ou bebidas podem ser servidos em "temperatura ambiente", ou seja, nem aquecidos nem resfriados.

## Temperaturas de conforto
The American Heritage Dictionary of the English Language identifica a temperatura ambiente como cerca de 20-22 °C (68-72 °F), enquanto o Oxford English Dictionary afirma que é "convencionalmente tomada como cerca de 20 °C (68 °F)".

## Efeitos na saúde
A Organização Mundial da Saúde, em 1987, constatou que temperaturas internas confortáveis entre 18 e 24 °C (64 e 75 °F) não estavam associadas a riscos à saúde de adultos saudáveis com roupas adequadas, umidade e outros fatores. Para lactentes, idosos e aqueles com problemas de saúde significativos, um mínimo de 20 °C (68 °F) foi recomendado. Temperaturas inferiores a 16 °C (61 °F) com umidade acima de 65% foram associadas a riscos respiratórios, incluindo alergias.

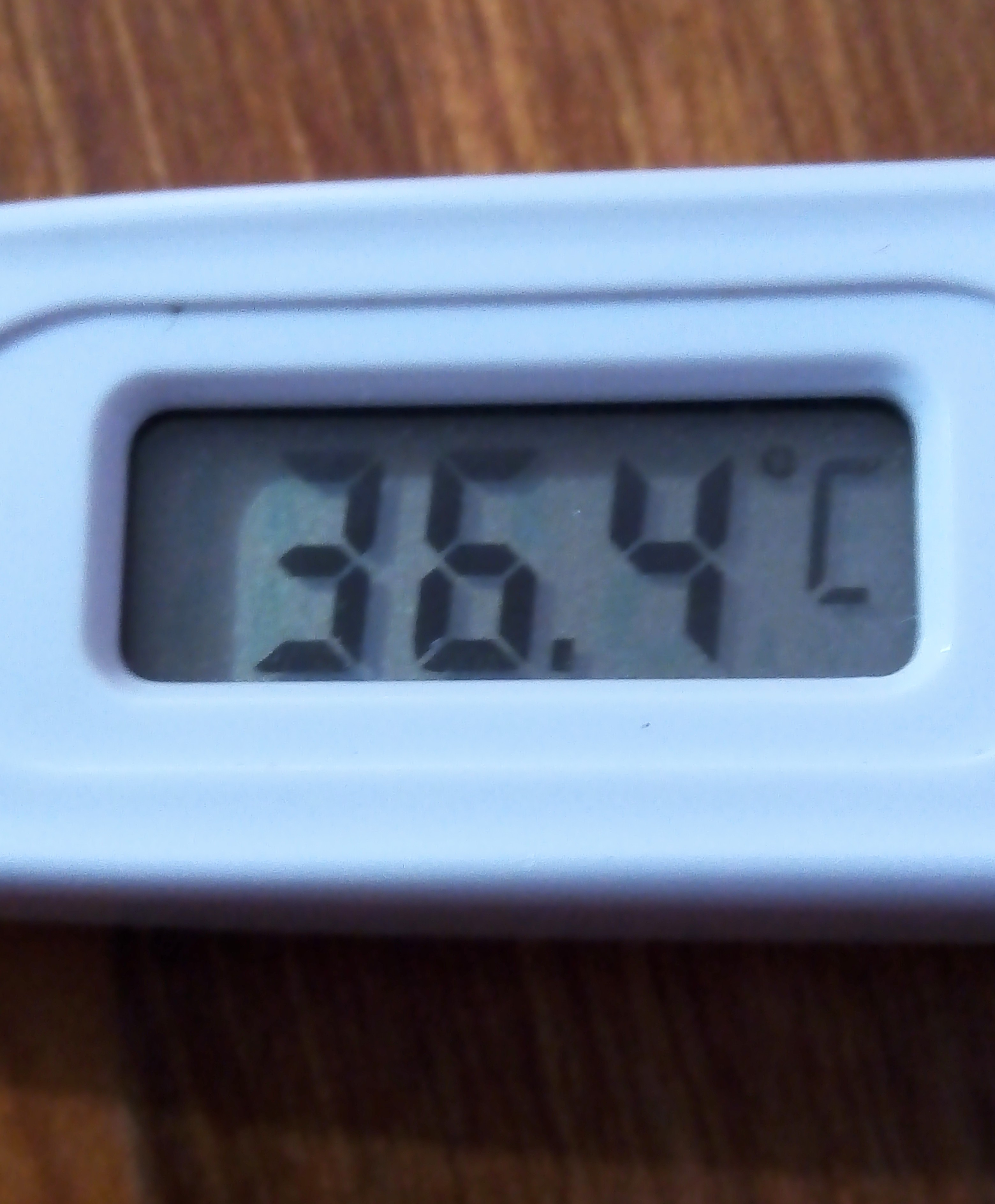
Um termômetro digital que lê uma temperatura ambiente de 36,4°C (97°F) em uma sala sem ventilação durante uma onda de calor; Uma alta temperatura interna pode causar exaustão por calor ou insolação em uma pessoa.

As diretrizes de 2018 da OMS dão uma forte recomendação de que um mínimo de 18 °C (64 °F) é uma "temperatura interna segura e bem equilibrada para proteger a saúde das populações em geral durante as estações frias". Uma temperatura mínima mais alta pode ser necessária para grupos vulneráveis, incluindo crianças, idosos e pessoas com doenças cardiorrespiratórias e outras doenças crônicas. No entanto, a recomendação relativa ao risco de exposição a altas temperaturas interiores é apenas "condicional". As altas temperaturas de risco mínimo variam de cerca de 21 a 30 °C (70 a 86 °F), dependendo da região, com temperaturas máximas aceitáveis entre 25 e 32 °C (77 e 90 °F).